# Vervalsing

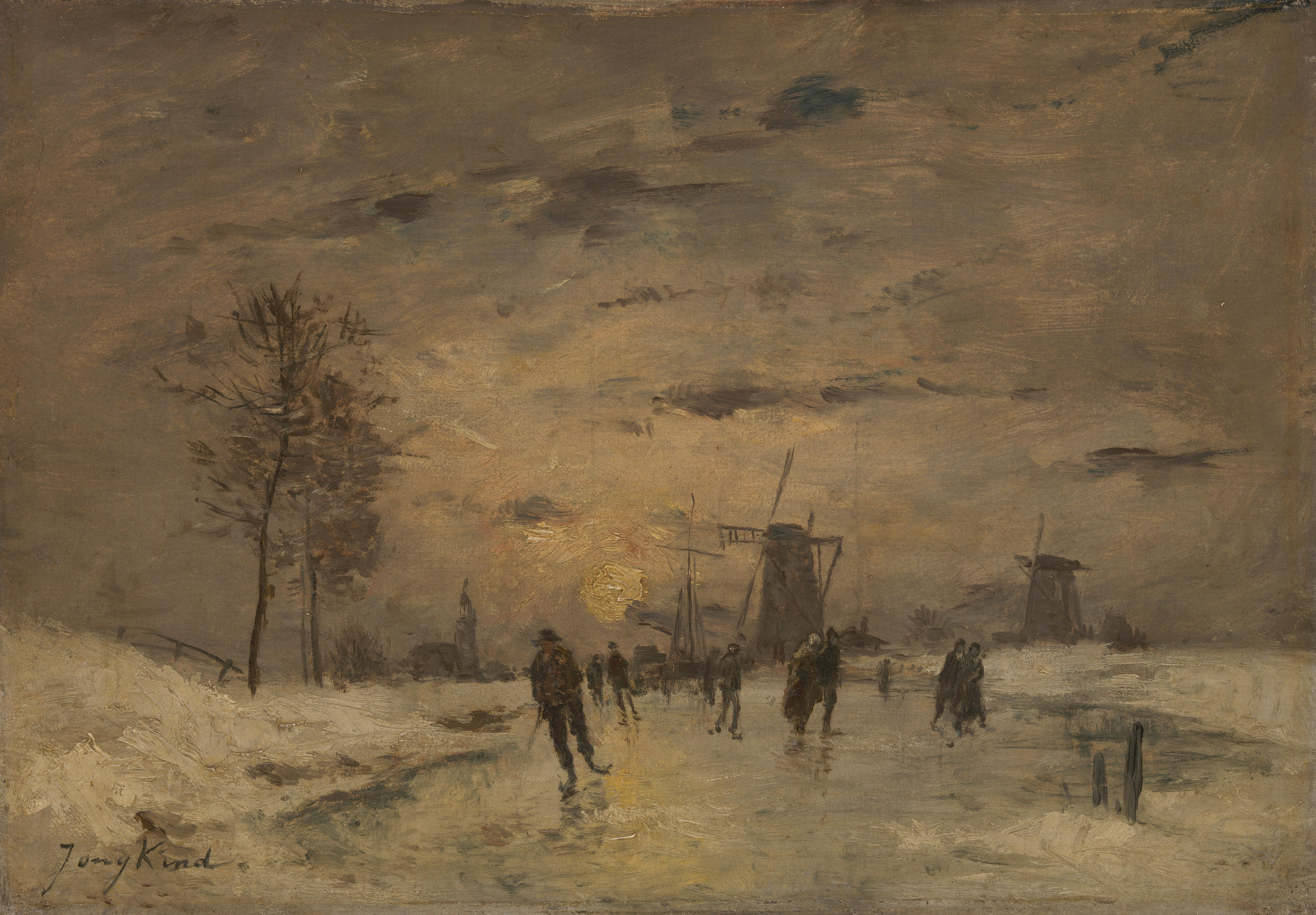
Skating in Holland, imitatie van Johan Barthold Jongkind (1819-1891), National Gallery (Londen)

Een vervalsing is een voorwerp of document dat de vervalser voor het werk van een ander wil laten doorgaan. Bij twijfel aan de authenticiteit probeert een expert, onder andere door vergelijking met erkend authentiek materiaal, vast te stellen of er al of niet sprake is van een vervalsing.
Een vervalsing is iets anders dan een replica. Een replica is niet gemaakt met het doel voor echt en authentiek door te gaan. Zo zal de maker van een replica van een schilderij niet de signatuur van de oorspronkelijke maker plaatsen, maar zijn eigen signatuur.
Vervalsingen komen op allerlei terreinen voor. Zo bestaan er vervalsingen van kunstvoorwerpen (schilderijen en tekeningen, archeologica, relieken, enz.), officiële documenten (diploma's, overheidsdocumenten zoals paspoorten), en producten van geliefde merken. Vervalsing van geld en paspoorten komt het meest voor.
De motieven voor vervalsing kunnen zeer uiteenlopen. In de Tweede Wereldoorlog maakten verzetsgroepen vervalsingen van paspoorten en distributiebonnen in hun strijd tegen de bezetters. Soms is er sprake van een mystificatie, een uit de hand gelopen grap of valstrik om bijvoorbeeld goedgelovigen of te zeer van zichzelf overtuigde experts voor schut te zetten. De vervalsingen van schilderijen van Johannes Vermeer door Han van Meegeren zijn hiervan een voorbeeld. Met name het gezag van de kunstkenner Abraham Bredius werd door deze affaire ondermijnd. Men kan documenten vervalsen om geschiedvervalsing te plegen. In veel gevallen is men er algemeen van overtuigd dat er sprake is van een vervalsing, maar het komt ook voor dat anderen toch vasthouden aan de echtheid. Deze situatie doet zich voor rond de Lijkwade van Turijn. Middeleeuwse oorkonden werden vervalst om bijvoorbeeld meer rechten te verwerven op grondgebied.
Documenten kan men door middel van interne en externe kritiek op hun echtheid beoordelen. Bij de interne kritiek kijkt men naar de stijl, de geloofwaardigheid en consistentie van vermelde feiten en naar het taalgebruik; ook de wijze van datering is een criterium. De externe kritiek kijkt naar de gebruikte materialen en toepassing ervan: de schriftdrager, de schrijfhand, de lay-out en de gebruikte inkt. Voor middeleeuwse oorkonden is het zogeheten discrimen veri ac falsi, het onderscheid tussen waar en vals, de drijfveer geweest om een aparte historische hulpwetenschap te ontwikkelen, de oorkondeleer of diplomatiek. De middeleeuwse pausen vaardigden al decretalen uit met uitleg over de criteria om de echtheid van pauselijke oorkonden en zegels vast te stellen. Onder andere om vervalsing te voorkomen moeten bepaalde rechtshandelingen door een notaris in een authentieke akte worden vastgelegd en geregistreerd. Ook de gewoonte om notariële akten voor te lezen in aanwezigheid van partijen en de ondertekening door getuigen dienen onder andere dit doel.

## Enige bekende vervalste historische documenten
- Artikelen van Claas Relotius in Der Spiegel
- Der Wille zur Macht, een boek dat werd toegeschreven aan Friedrich Nietzsche
- Dagboeken van Hitler
- Donatio Constantini
- Oera Linda
- Protocollen van de wijzen van Sion
- Pseudo-isidorische decretalen
- Rijmkroniek van Klaas Kolijn
- Vervalste richtlijn van het ministerie van Justitie over het niet vervolgen van curatoren betrokken bij faillissementsfraude[1][2]